# Mads og Mikkel
Mads og Mikkel (originaltitel: The Fox and the Hound) er en amerikansk tegnefilm fra 1981 produceret af Walt Disney Productions, der havde premiere i biograferne i USA den 10. juli 1981 og blev genudgivet i Danmark den 30. juni 1995. Det er den 24. animerede film fra Disneys klassikere og er baseret på Daniel P. Mannix’ roman The Fox and the Hound fra 1967.
Filmen er produceret af Ron Miller, Art Stevens og Wolfgang Reitherman og instrueret af Ted Berman og Richard Rich. Filmen handler om et umage vennepar, en rød ræv ved navn Mikkel og en blodhund ved navn Mads, som kæmper for at bevare deres venskab. De blev venner, da de var unger. Deres venskab bliver senere sat på prøve idet Mads bliver trænet til at være jagthund. De originale stemmer til filmen er blandt andre Mickey Rooney, Kurt Russell, Pearl Bailey, Pat Buttram, Sandy Duncan, Richard Bakalyan, Paul Winchell, Jack Albertson, Jeanette Nolan, Keith Coogan, og Corey Feldman. Claus Ryskjær, Jess Ingerslev, Lone Kellermann, Hugo Herrestrup, Kirsten Hansen-Møller, Elin Reimer, Poul Thomsen, Hannibal Nielsen og Kim Soya Barkung lægger stemmer til den danske udgave af filmen.
Da filmen udkom, var det den dyreste animationsfilm med et budget på $12 millioner. Filmen var en af de mest succesfulde film i 1981, med en indtjening på 39,9 millioner amerikanske dollar på verdensplan. Musikken blev komponeret af Buddy Baker, og teksterne er skrevet af Richard Johnston, Richard Rich, Jim Stafford, og Jeffrey Patch. Filmen blev genudgivet til visning i biograferne den 25. marts 1988. Første gang, den blev udgivet på VHS-bånd i USA var i 1994. En direkte-til-video-efterfølger, Mads og Mikkel 2, udkom i 2006.

## Handling
Historien handler om den lille unge rød ræv, Mikkel, der bliver efterladt forældreløs, da hans mor bliver dræbt af en jæger og hans hund. En venlig ugle, kaldet Mor Ugle, får arrangeret, at Mikkel bliver adopteret af Tante Tille, som hendes kæledyr. Tille kalder ham derefter Mikkel. I mellemtiden har Tilles nabo, en gnaven og hidsig jæger kaldet Orla Olsen, fået en ny hvalp, som han kalder Mads. Olsen introducerer Mads til hans i forvejen erfarne jagthund, King, som først afskyr Mads, men senere behandler Mads som sin egen søn.
Mads og Mikkel møder en dag hinanden, og de får et venskab, som de vil have for evigt. Olsen bliver gal over, at Mads hver dag farer af sted for at lege med en ræv, og efter adskillige gentagelser lænker Olsen Mads fast til sit hundehus, så han ikke kan lege med Mikkel mere.
Uden frygt beslutter Mads, at Mikkel kommer og leger med ham, der hvor han er. Mikkels besøg på Olsens gård ender helt katastrofalt, da Mikkel helt uforsvarent kommer til at vække King, der straks begynder at jage Mikkel rundt på gården. Olsen træder kort efter ud af sit hus, ser Mikkel og forsøger at skyde ham. Da jagten endelig slutter begynder Olsen at skyde efter Tilles bil, som har Mikkel hos sig. En rasende Tille river derefter geværet ud af Olsens hånd og skyder hans bils motor. Efter et heftigt skænderi erklærer en krigerisk og rasende Olsen, at han næste gang vil skyde Mikkel lige meget hvad.
Resten af sommeren må Mikkel ikke komme ud af huset hos Tante Tille. Alt dette bliver dog lagt på hylden, da jagtsæsonen går ind og Olsen tager begge sine hunde med ud på jagt. I mellemtiden forklarer Mor Ugle at Mikkels venskab til Mads ikke kan fortsætte, da de sådan set var avlet til at være fjender. Mikkel erklærer i sin uskyld, at han og Mads "vil være venner for altid".
Månederne går, og Mads bliver en fremragende jagthund. På samme tidspunkt som Mads vender hjem, går Mikkel, som er blevet til en flot, fuldvoksen ræv, hen til Mads om aftenen og håber på, at deres venskab er uændret. Mads siger, at han er blevet en jagthund nu, og at de ikke længere kan være venner. Deres møde bliver kort, da King lidt efter vågner og alarmerer Olsen. En jagt begynder, men Mads får afledet King og Olsen længe nok til at Mikkel kan slippe væk. Uheldigvis formår King at genoptage jagten på Mikkel, og de når hen til et jernbanespor. Da et hurtigtkørende tog pludselig kommer, er Mikkel i stand til at dukke sig og være under køretøjet, hvor imod King bliver ramt og skadet. Såret og ked af det bebrejder Mads Mikkel for ulykken, og han sværger hævn.
Da Tille en dag indser, at Mikkel ikke længere kan være i sikkerhed på hendes gård, kører hun ham ud i skoven og efterlader ham der. Selvom Mikkel har det svært med at tilpasse sig i sin nye omgivelser, hjælper Mor Ugle Mikkel med at introducere ham til en ung og smuk hunræv, som hedder Mille. Mikkel forsøger først at imponere hende ved at fange en fisk, for kun at fejle og få Mille og alle de andre dyr til at grine af ham. Vred og såret siger Mikkel til Mille, at hun er "en fjollet, tomhovedet... gås". De to bliver nu vrede på hinanden og nægter at tale med hinanden, indtil Mor Ugle lokker med en sang, der får Mikkel til at være sig selv og Mille til at give ham en chance mere. De kommer godt ud af det med hinanden, da Mikkel indrømmer hans manglende overlevelsesfærdigheder. Mille er nu klar over hans manglende evne til at klare sig selv i naturen og hjælper ham med at tilpasse sig. Dette ser også ud til bringe Mikkel og Mille ind i et mere romantisk lys.
De hævngerrige Olsen og Mads går også ud i skoven med den intention at dræbe Mikkel ved hjælp af rævesakse og geværer. Resultatet bliver en rystende jagt igennem skoven i et forsøg på at fange Mikkel og Mille, som når sit klimaks, da Olsen og Mads uforvarende får fremprovokeret et angreb fra en forstyrret bjørn. Olsen når kun at få affyret et enkelt skud, før han falder og lander i en af sine egne fremlagte rævesakse og hans gevær falder uden for hans rækkevidde. Mads kæmper nu mod en hård kamp mod bjørnen, som næsten får slået ham ihjel. Imod hans bedre dømmekraft, kommer Mikkel til at redde Mads' liv, ved at kæmpe imod bjørnen og få den skubbet ned i en ødelagt vogn, som sender begge ind i et vandfald.
Mikkel overlever og møder Mads ved flodbredden, som er helt forbløffet over Mikkels heroisme for hans skyld, trods det der lige er sket. Men Olsen ser ikke nogen taknemmelighed og dukker pludselig op, stadig med det formål at dræbe Mikkel. Mads, som nu har tilgivet Mikkel, stiller sig derfor imellem Mikkel og Olsen, som ikke har lyst til at dræbe en af sine egne jagthunde over en ræv, som faktisk lige har reddet hans liv. Olsen opgiver sit foretagende og tager hjem. Ræven og hunden smiler derefter kort til hinanden før de skilles.
I den sidste scene af filmen ser man Mads ligge og hvile sig i sit hundehus, da han hører Mikkels stemme fra dengang han sagde, at de skulle være venner for altid. Han smiler lidt og falder i søvn. Billedet zoomer derefter ud til en lille bakke, hvor Mille i samme øjeblik kommer op ved siden af Mikkel, som står og ser ud på begge huse.

## Skuespillere
| Engelske skuespillere | Danske skuespillere   | Rolle          |
| --------------------- | --------------------- | -------------- |
| Mickey Rooney         | Jess Ingerslev        | Mikkel         |
| Kurt Russell          | Claus Ryskjær         | Mads           |
| Pearl Bailey          | Lone Kellermann       | Mor Ugle       |
| Jack Albertson        | Hugo Herrestrup       | Orla Olsen     |
| Sandy Duncan          | Kirsten Hansen-Møller | Mille          |
| Jeanette Nolan        | Elin Reimer           | Tante Tille    |
| Pat Buttram           | Poul Thomsen          | King           |
| Keith Coogan          | Hannibal Nielsen      | Lille Mikkel   |
| Corey Feldman         | Kim Soya Barkung      | Lille Mads     |
| Paul Winchell         | Jesper Klein          | Egon           |
| Richard Bakalyan      | Iben Wurbs            | Nolle          |
| John McIntire         | Peter Kitter          | Jakob Grævling |
| John Fiedler          | Jesper Klein          | Peter Pindsvin |

## Historie Publikationer
- 10. juli 1981 (premiere i USA)
- 25. marts 1988 (genudgivet i biograferne i USA)
- 4. marts 1994 (VHS), "Walt Disney Classics" Collection.
- 30. juni 1995 (premiere i Danmark)
- 2. maj 2000 (DVD, offentliggjort af Walt Disney Gold Classic Collection)
- 10. oktober 2006 (25th anniversary special edition DVD)

## Soundtrack
- "Best of Friends"
- "Lack of Education"
- "A Huntin' Man"
- "Appreciate the Lady"
- "Goodbye May Seem Forever"

## Slogan
- Two friends that didn't know they were supposed to be enemies. (To venner der ikke vidste, de skulle være fjender).